# Thalassometra tara
Thalassometra tara is een haarster uit de familie Thalassometridae.
De wetenschappelijke naam van de soort werd in 1977 gepubliceerd door Donald George McKnight.